# Самі свої
Самі Свої — український рок-гурт, створений 1996 року.

## Учасники
Теперішні
- Олег Сухарєв — вокал, акустична гітара
- Ігор Клименко - електрогітара
- Стас Дячук - бас-гітара
- Ростислав Ягодка — ударні

Колишні
- Андрій Биковець — бас-гітара
- Юрій Гриняк — бас-гітара
- Віра Бондар — скрипка
- Володимир Різник — саксофон
- Максим Коханов — електрогітара
- Юрій Цибулько — сопілка, бек-вокал
- Денис Васильєв — лідер-гітара
- Павло Зозуля — ударні
- Костянтин Симонов — бас-гітара

## Дискографія
- «Смарагди», 2007
- «Чому вниз?», 2009